# Fritz Riebold
Fritz Riebold (* 13. März 1888 in Zeulenroda; † 24. Dezember 1968 in Stuttgart; eigentlich Friedrich Albin Riebold) war ein deutscher Schriftsteller und Pfadfinderführer, später auch evangelischer Pfarrer. Er ist eine der Gründungspersönlichkeiten der evangelischen Pfadfinderarbeit in Deutschland. 

## Leben
Als fahrender Geselle lernte Riebold um 1910 in Stuttgart die christliche (evangelische) Pfadfinderarbeit (CP) kennen. Nach seiner Rückkehr nach Sachsen baute er auch dort im CVJM Pfadfindergruppen auf; gleichzeitig ließ er sich als Jugendpfleger ausbilden.
Nach dem Ersten Weltkrieg übernahm Riebold den Wiederaufbau der CP in Sachsen. Zunächst war Riebold ehrenamtlicher Bundesführer der sächsischen CP, später hauptamtlicher Bundesjugendpfleger des CVJM in Sachsen für das Pfadfinderwesen.
1921 war Riebold maßgeblich am Zusammenschluss der zuvor weitgehend selbständigen evangelischen Pfadfindergruppen zur Christlichen Pfadfinderschaft Deutschlands beteiligt. Die Neudietendorfer Grundsätze als gemeinsames Gründungsdokument tragen seine Handschrift. 
Unter seiner Führung nahm die sächsische CP zahlreiche Anregungen aus der Jugendbewegung auf, die 1922 zu einer zeitweiligen Abspaltung als Tatgemeinschaft Sachsen führten. Riebold war in dieser Phase Schriftleiter der reichsweiten CP-Zeitschriften, eine Position, die er trotz dieser Abspaltung weiterhin behielt. 
Fritz Riebolds Frau Olga gründete 1922/23 die Tatgemeinschaft Christlicher Pfadfinderinnen, Vorgängerorganisation des Bundes Christlicher Pfadfinderinnen, die sich an die ausschließlich männliche Tatgemeinschaft Sachsen anlehnte.
Ab etwa 1925 betätigte Riebold sich auch außerhalb der Pfadfinderzeitschriften als Autor. Er veröffentlichte zahlreiche Gedichte, erzählende Texte, Laienspiele und Pfadfinderhandbücher. An der Herausgabe des Kreuzkalenders (1927–1934; 1945–1990) war er maßgeblich beteiligt.
1937/38, nach der Auflösung der CP durch die Gestapo, wurde Riebold mehrfach unter dem Verdacht der illegalen Fortsetzung des Bundes verhaftet.
Nach dem Zweiten Weltkrieg wurde Riebold evangelischer Pfarrer.

## Privates
Fritz Riebold heiratete 1913 Olga Gruner (* 14. Juli 1893; † 31. Dezember 1970). Aus der Ehe gingen drei Kinder hervor.

## Werke
Auswahl:
- Auf unseren Pfaden: Gedichte. Hrsg. von Jochen Heiselbetz und Volker Krichbaum. Pfadverlag, Salzgitter 2003. ISBN 3-927318-19-1
- Legenden und Märchen: Erzählungen. Hrsg. von Jochen Heiselbetz und Volker Krichbaum. Pfadverlag, Salzgitter 2003. ISBN 3-927318-20-5
- Künstler unserer Zeit künden das Wort: Eine Anthologie biblischer Graphik. Evangelische Verlagsanstalt, Berlin 1963
- Das Wort im Bild: Frohe Botschaft in der Bildsprache der neuen Kunst. Eine Auswahl aus dem Kreuzkalender. Wartburg-Verlag, Jena 1954
- Ein heilig Land: Bilder und Skizzen von der Palästinafahrt der Christlichen Pfadfinderschaft Deutschlands. Verlag Günther Wolff, Plauen 1931
- Späherbuch: Ein zünftig Jungenbuch für die Fahrt ins deutsche Jugendland. Pfadverlag, Dresden 1930
- Vom Pfad des Jahres: Worte und Bilder vom Jahreslauf ausgewählt aus dem Schrifttum der christlichen Pfadfinderbewegung. Tatgemeinschaft Sachsen, Dresden 1925